# Phanerodon furcatus
Espèce
Phanerodon furcatus est une espèce de poissons téléostéens (Teleostei).